# Hillevi Larsson
Hillevi Gun Elin Larsson, född 3 september 1974 i Slottsstadens församling i Malmö, är en svensk politiker (socialdemokrat). Hon var riksdagsledamot från 1998 (tjänstgörande ersättare 1998–2004, därefter ordinarie riksdagsledamot) fram till 2022, invald för Malmö kommuns valkrets.
Larsson, som är uppvuxen i Skanör, började i riksdagen som statsrådsersättare för Lars-Erik Lövdén 1998–2004. Som riksdagspolitiker har hon varit ledamot av lagutskottet, EU-nämnden; skatteutskottet samt civilutskottet, där hon dessutom under två kortare perioder under 2015 respektive 2017 varit vice ordförande. Hon har varit suppleant i EU-nämnden, skatteutskottet, civilutskottet och justitieutskottet. 
2005–2008 var hon ordförande i Republikanska föreningen.
Larsson bor i Malmö, är gift och har två barn.